# 마이클 스트레이핸

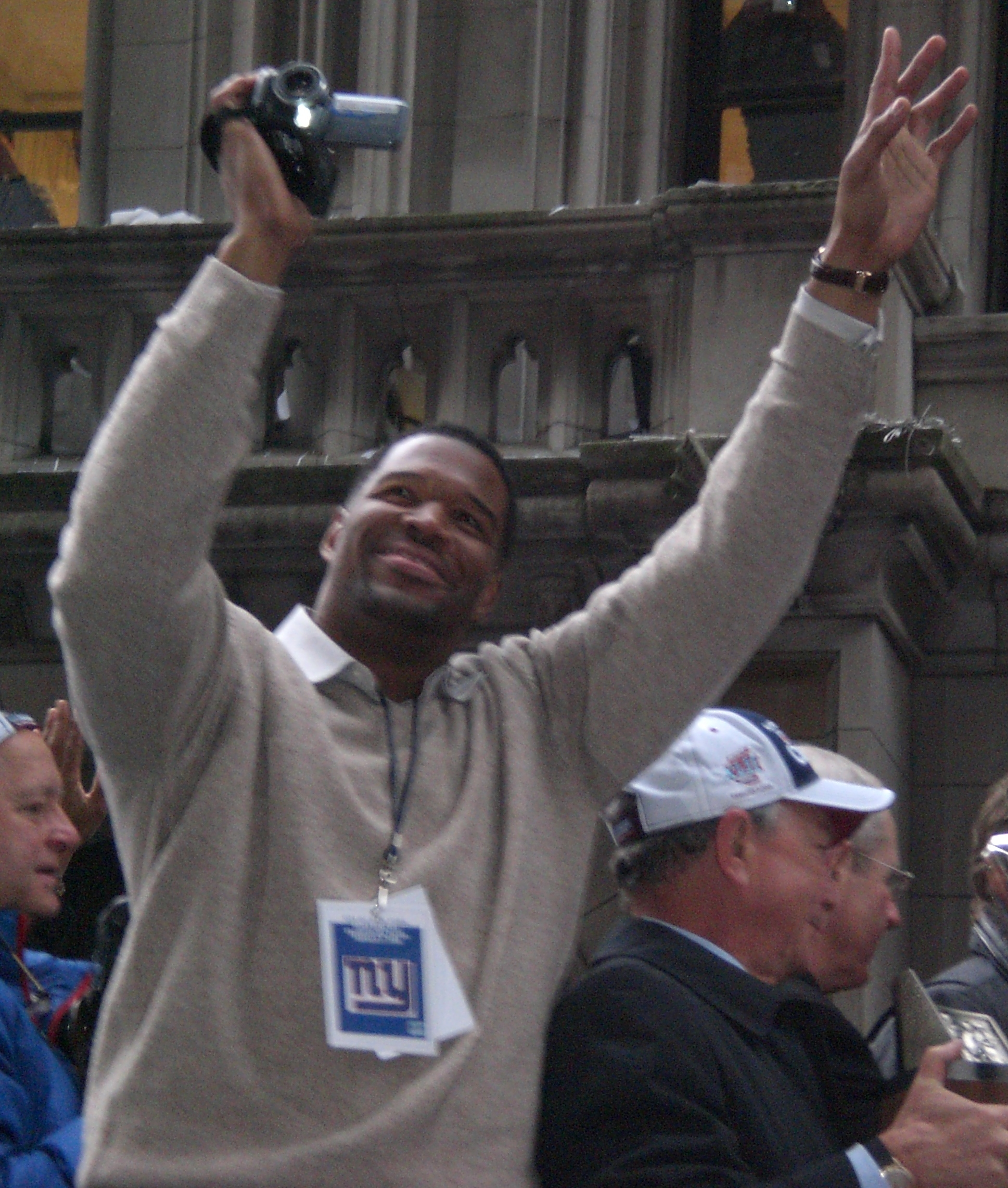

마이클 스트레이핸(영어: Michael Strahan, 1971년 11월 21일 ~ )은 미국의 TV 사회자, 스포츠캐스터, 텔레비전 배우이다.
휴스턴에서 태어났다.

## 방송
- LIVE! with Kelly